# François Damiens

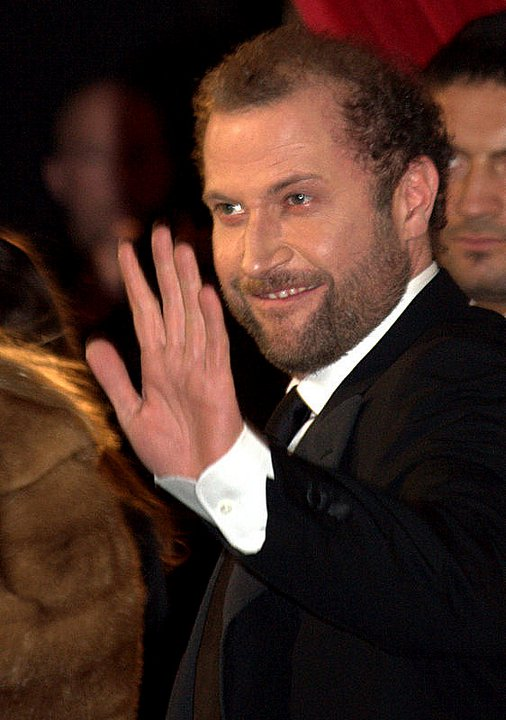
François Damiens alla cerimonia dei Césars

François Damiens (Uccle, 17 gennaio 1973) è un comico e attore belga.

## Filmografia
- Agente speciale 117 al servizio della Repubblica - Missione Cairo (OSS 117: Le Caire, nid d'espions), regia di Michel Hazanavicius (2006)
- Dikkenek, regia di Olivier Van Hoofstadt (2006)
- Taxxi 4 (Taxi 4), regia di Gérard Krawczyk (2007)
- I ragazzi di Timpelbach (Les Enfants de Timpelbach), regia di Nicolas Bary (2008)
- Il piccolo Nicolas e i suoi genitori (Le Petit Nicolas), regia di Laurent Tirard (2009)
- Il truffacuori (L'Arnacœur), regia di Pascal Chaumeil (2010)
- Niente da dichiarare? (Rien à déclarer), regia di Dany Boon (2011)
- La delicatezza (La Délicatesse), regia di David Foenkinos, Stéphane Foenkinos (2011)
- Tango Libre, regia di Frédéric Fonteyne (2012)
- Suzanne, regia di Katell Quillévéré (2013)
- Io faccio il morto (Je fais le mort), regia di Jean-Paul Salomé (2013)
- La famiglia Bélier (La Famille Bélier), regia di Éric Lartigau (2014)
- Dio esiste e vive a Bruxelles (Le Tout Nouveau Testament), regia di Jaco Van Dormael (2015)
- Io danzerò (La Danseuse), regia di Stéphanie Di Giusto (2016)
- Sono dappertutto (Ils sont partout), regia di Yvan Attal (2016)
- Toglimi un dubbio (Ôtez-moi d'un doute), regia di Carine Tardieu (2017)
- Il mondo è tuo (Le Monde est à toi), regia di Romain Gavras (2018)
- Dany (Mon Ket), regia di François Damiens (2018)
- L'ufficiale e la spia (J'accuse), regia di Roman Polański (2019)
- Un sogno per papà (Fourmi), regia di Julien Rappeneau (2019)
- Il principe dimenticato (Le Prince oublié), regia di Michel Hazanavicius (2020)
- La felicità degli altri (Le Bonheur des uns...), regia di Daniel Cohen (2020)
- 8 Rue de l'Humanité, regia di Dany Boon (2021)
- Il seme (La Graine), regia di Éloïse Lang (2023)

## Doppiatori italiani
Nelle versioni in italiano delle opere in cui ha recitato, François Damiens è stato doppiato da:
- Franco Mannella in Il truffacuori, Niente da dichiarare?, Tango Libre, Toglimi un dubbio, Un sogno per papà
- Massimo De Ambrosis in Il principe dimenticato, La felicità degli altri, Il seme
- Massimiliano Virgilii in Taxxi 4
- Neri Marcorè in Dio esiste e vive a Bruxelles
- Pasquale Anselmo in 8 Rue de l'Humanité
- Teo Bellia in Io danzerò